# Liste der denkmalgeschützten Objekte in Liezen
Die Liste der denkmalgeschützten Objekte in Liezen enthält die 16 denkmalgeschützten, unbeweglichen Objekte der Stadt Liezen im steirischen Bezirk Liezen.

## Denkmäler
| Foto |                 | Denkmal                                                                                      | Standort                                                         | Beschreibung | Metadaten |
| ---- | --------------- | -------------------------------------------------------------------------------------------- | ---------------------------------------------------------------- | --- | --- |
| ja   | Datei hochladen | Kath. Pfarrkirche hl. Veit und ehem. Friedhofsfläche HERIS-ID: 60025 Objekt-ID: 71813        | Ausseer Straße 1 Standort KG: Liezen                             | Die anfangs romanische Kirche wurde im Jahre 1150 als Filialkirche von Lassing genannt. Im Laufe der Jahrhunderte hat man sie mehrmals verändert. Der Turm wurde 1792 mit Schindeln gedeckt, 1887 erhielt er eine Blecheindeckung. Die Dachschindeln wurden durch ein Ziegeldach ersetzt. Zu Beginn des 20. Jahrhunderts erweiterte man die Kirche durch den Anbau von Seitenkapellen und einer Verlängerung um 12 m in östlicher Richtung.                                                          | BDA-Hist.: Q38089779 Status: § 2a Stand der BDA-Liste: 2025-06-30 Name: Kath. Pfarrkirche hl. Veit und ehem. Friedhofsfläche GstNr.: .51, 1460/1 Pfarrkirche Liezen |
| ja   | Datei hochladen | Bezirksgericht HERIS-ID: 82381 Objekt-ID: 96204seit 2014                                     | Ausseer Straße 34 Standort KG: Liezen                            | | BDA-Hist.: Q38178320 Status: Bescheid Stand der BDA-Liste: 2025-06-30 Name: Bezirksgericht GstNr.: 636/3 Bezirksgericht Liezen                                      |
| ja   | Datei hochladen | Gassner-Mühle, Untergayer HERIS-ID: 37292 Objekt-ID: 36388                                   | Brunnfeldweg 43 Standort KG: Liezen                              | Die Gassner-Mühle wurde 1847 errichtet und noch bis 1974 betrieben. Danach verfiel sie zunehmend. 1993 konnte die Mühle mit Unterstützung des Bundesdenkmalamts und der Gemeinde renoviert und wieder voll funktionsfähig gemacht werden. | BDA-Hist.: Q37974848 Status: Bescheid Stand der BDA-Liste: 2025-06-30 Name: Gassner-Mühle, Untergayer GstNr.: 1291/1                                                |
| ja   | Datei hochladen | Sog. Alter Friedhof HERIS-ID: 82431 Objekt-ID: 96254                                         | bei Döllacher Straße 5 Standort KG: Liezen                       | Die Belegung des ersten Friedhofs um die Kirche wurde um 1800 eingestellt. Schon 1789 wurde an der Döllacher Straße ein neuer Friedhof (der heutige, nicht mehr belegte alte Friedhof) angelegt. | BDA-Hist.: Q38178422 Status: § 2a Stand der BDA-Liste: 2025-06-30 Name: Sog. Alter Friedhof GstNr.: 65                                                              |
| ja   | Datei hochladen | Evang. Pfarrkirche A.B. HERIS-ID: 82367 Objekt-ID: 96190                                     | Friedau 2 Standort KG: Liezen                                    | Die Kirche entstand 1957/1959 nach den Plänen von Oberbaurat Hubert Buchsteiner. Das anschließende Gemeindezentrum entstand 1972 anlässlich der Verlegung des Pfarrsitzes von Admont nach Liezen. | BDA-Hist.: Q29406364 Status: § 2a Stand der BDA-Liste: 2025-06-30 Name: Evang. Pfarrkirche A.B. GstNr.: 565/13 Auferstehungskirche (Liezen)                         |
| ja   | Datei hochladen | Rathaus HERIS-ID: 59316 Objekt-ID: 70522                                                     | Rathausplatz 1 (Identadresse Hauptstraße 12) Standort KG: Liezen | | BDA-Hist.: Q38086935 Status: § 2a Stand der BDA-Liste: 2025-06-30 Name: Rathaus GstNr.: .752 Town hall of Liezen                                                    |
| ja   | Datei hochladen | Pesendorfer-Kreuz HERIS-ID: 37295 Objekt-ID: 36391                                           | gegenüber Selzthaler Straße 74 Standort KG: Liezen               | Das rund 4 Meter hohe Gusseisenkreuz wurde 1827 in der Mariazeller Gusswerkstätte gefertigt. Ursprünglich wurde es vom Hammergewerken Josef Pesendorfer am Gampenmoos aufgestellt, wo er Torf für seine Schmelzöfen in Rottenmann stach. 1891 anlässlich des hundertsten Geburtstags Pesendorfers restauriert. 1997 erneut restauriert und an seinen aktuellen Standort an der Schoberpassstraße versetzt.                                                                                           | BDA-Hist.: Q37974859 Status: Bescheid Stand der BDA-Liste: 2025-06-30 Name: Pesendorfer-Kreuz GstNr.: 353/6 Pesendorfer Kreuz                                       |
| ja   | Datei hochladen | Meilenstein Zu den drei Kaisern HERIS-ID: 82442 Objekt-ID: 96265                             | Pyhrn Standort KG: Pyhrn                                         | Blockbildpfeiler, Schaft mit quadratischem Querschnitt und Entasis, oben ein Quader aus Spitaler Marmor, an drei Seiten mit gusseisernen Medaillons versehen: Kaiser Franz I. (Österreich) bzw. Franz II. an der Straßenseite, an der oberösterreichischen Seite Leopold III., an der steirischen Seite Josef der Nährvater (die jeweiligen Landespatrone), errichtet ca. 1815, restauriert 2007. Erinnert an die Befreiung Österreichs von französischen Truppen die 1809 über den Pyhrnpass zogen. | BDA-Hist.: Q38178454 Status: § 2a Stand der BDA-Liste: 2025-06-30 Name: Meilenstein Zu den drei Kaisern GstNr.: 351/3                                               |
| ja   | Datei hochladen | Nicolaus Dumba-Bildstock HERIS-ID: 82447 Objekt-ID: 96271                                    | Am Salberg Standort KG: Reithtal                                 | Den Bildstock mit einem Bild des hl. Nikolaus ließ der Industrielle Nikolaus Dumba 1895 errichten. Dumba kam 1870 als Jagdherr nach Liezen, wo er umfangreiche Besitzungen erwarb und 1873 zum Ehrenbürger ernannt wurde. | BDA-Hist.: Q38178465 Status: § 2a Stand der BDA-Liste: 2025-06-30 Name: Nicolaus Dumba-Bildstock GstNr.: 961/1                                                      |
| ja   | Datei hochladen | Kreuzweg HERIS-ID: 82438 Objekt-ID: 96261                                                    | Arzbergweg Standort KG: Reithtal                                 | Anmerkung: Koordinaten beziehen sich auf den dritten von vier Bildstöcken (Kreuzung Salbergweg/Arzbergweg) | BDA-Hist.: Q38178442 Status: § 2a Stand der BDA-Liste: 2025-06-30 Name: Kreuzweg GstNr.: 1035/1, 1046/2 Kreuzweg in Reithtal, Liezen                                |
| ja   | Datei hochladen | Turmruine der oberen Reithtaler Klause HERIS-ID: 72094 Objekt-ID: 85313                      | Obere Klause 18 Standort KG: Reithtal                            | Die Klause Reithtal war so wie die Klause in Selzthal ein Verteidigungsbauwerk des Stiftes Admont. Die Klausen wurden im 12. Jahrhundert errichtet und dienten auch als Mautstellen des Klosters. | BDA-Hist.: Q38129333 Status: Bescheid Stand der BDA-Liste: 2025-06-30 Name: Turmruine der oberen Reithtaler Klause GstNr.: 268/17                                   |
| ja   | Datei hochladen | Kalvarienbergkapelle HERIS-ID: 82366 Objekt-ID: 96189                                        | gegenüber Salbergweg 24 Standort KG: Reithtal                    | Der barocke Vierkonchen-Zentralbau hat eine Laterne, die mit einem Zwiebelhelm abgeschlossen ist. Die vorschwingende Holzempore hat ein Chronogramm von 1831. Die plastische Kreuzgruppe mit Maria, Johannes und den Schächern stammt von Balthasar Prandtstätter aus dem 2. Viertel des 18. Jahrhunderts, die barocken Kreuzwegbilder aus derselben Zeit. Barocke Kirchenbänke. | BDA-Hist.: Q38178278 Status: § 2a Stand der BDA-Liste: 2025-06-30 Name: Kalvarienbergkapelle GstNr.: .65/2 Calvary chapel in Liezen                                 |
| ja   | Datei hochladen | Kath. Pfarrkirche Christi Himmelfahrt HERIS-ID: 51967 Objekt-ID: 57816                       | Kirchengasse 116 Standort KG: Weißenbach bei Liezen              | → Hauptartikel : Filialkirche Weißenbach bei Liezen f1 | BDA-Hist.: Q1413322 Status: § 2a Stand der BDA-Liste: 2025-06-30 Name: Kath. Pfarrkirche Christi Himmelfahrt GstNr.: 94/20 Filialkirche Weißenbach bei Liezen       |
| ja   | Datei hochladen | Hofkapelle und Grabdenkmal HERIS-ID: 84340 Objekt-ID: 98430                                  | bei Sengsschmiedweg 44 Standort KG: Weißenbach bei Liezen        | Hauskapelle der ehemaligen Sensenschmiede aus dem 18. Jahrhundert mit westlicher Rundbogenöffnung, halbrundem Schluss und steilem Schindeldach. Im Inneren Wandmalereien. 1999 restauriert. An der Südseite befindet sich ein Grabmal der Familie des Sensengewerken Franz Moser. | BDA-Hist.: Q38182621 Status: Bescheid Stand der BDA-Liste: 2025-06-30 Name: Hofkapelle und Grabdenkmal GstNr.: 800/2                                                |
| ja   | Datei hochladen | Forsthaus HERIS-ID: 84339 Objekt-ID: 98429                                                   | Sengsschmiedweg 44 Standort KG: Weißenbach bei Liezen            | | BDA-Hist.: Q38182613 Status: Bescheid Stand der BDA-Liste: 2025-06-30 Name: Forsthaus GstNr.: .20/2                                                                 |
| ja   | Datei hochladen | Ehem. Sensenschmiede mit Herrenhaus und Wirtschaftsgebäuden HERIS-ID: 47028 Objekt-ID: 49476 | Sengsschmiedweg 47 Standort KG: Weißenbach bei Liezen            | | BDA-Hist.: Q38025262 Status: Bescheid Stand der BDA-Liste: 2025-06-30 Name: Ehem. Sensenschmiede mit Herrenhaus und Wirtschaftsgebäuden GstNr.: .20/1, 261/1        |